# Kristoff St. John
Kristoff St. John (New York, 15 juli 1966 – San Fernando Valley, 3 februari 2019) was een Amerikaanse acteur.

## Carrière
Hij begon zijn carrière al vroeg in de jaren zeventig met kleine rollen in series als Happy Days en Roots: The Next Generations.
Ook in de jaren tachtig was hij geregeld op televisie te zien. In 1989 speelde hij mee in de soapserie Generations als Adam Marshall. Nadat de show stopte in 1991 ging hij naar de nummer 1 van de Amerikaanse soaps, The Young and the Restless waar hij Neil Winters speelde.
In 1992 won hij een Emmy Award voor 'Beste jonge acteur in een dramaserie'.

## Persoonlijk
St. John was tweemaal getrouwd, beide huwelijken eindigden met een scheiding. Uit het huwelijk met zijn eerste vrouw had hij een zoon en een dochter. Zijn zoon Julian, geboren in 1989, kampte langdurig met psychische en psychiatrische klachten, en stierf uiteindelijk in 2014 door zelfdoding.

Uit het huwelijk met zijn tweede vrouw, met wie hij van 2001 tot en met 2007 getrouwd was, had hij een tweede dochter. Sinds 31 augustus 2018 was St. John verloofd met het Russische model Kseniya Olegovna Mikhaleva.
St. John was veganist en voorvechter van dierenrechten, en was ook te zien in enkele campagnes van PETA.
Hij werd op 3 februari 2019 dood aangetroffen in zijn huis en werd 52 jaar oud.